# Сподња Хајдина
Сподња Хајдина (словен. Spodnja Hajdina) је насељено место у општини Хајдина, Подравска регија, Словенија.

## Историја
До територијалне реорганизације у Словенији била је у саставу општине Птуј.

## Становништво
На попису становништва из 2011. године, Сподња Хајдина је имала 257 становника.
| Број становника према пописима | Број становника према пописима | Број становника према пописима |
| ------------------------------ | ------------------------------ | ------------------------------ |
| 1991                           | 2002                           | 2011                           |
| 1.028                          | 195                            | 257                            |

Напомена: Године 1997. смањено за део насеља који је прикључен граду Птуј (Птуј).